# Labidochirus anomalus
Labidochirus anomalus is een tienpotigensoort uit de familie van de Paguridae. De wetenschappelijke naam van de soort is voor het eerst geldig gepubliceerd in 1913 door Balss.